# Copa Ibarguren 1916
La Copa Ibarguren 1916 fue la cuarta edición de ese torneo, una de las copas nacionales oficiales del fútbol argentino.
La final enfrentó al Racing Club contra Rosario Central, donde el conjunto de Avellaneda goleó por 6 a 0 y se consagró por tercera vez campeón del certamen.

## Clubes clasificados
Clasificaron como campeones del año 1916:
| AFA |  | Racing Club     |  | Campeón de la Primera División de Argentina (1916) |
| ARF |  | Rosario Central |  | Campeón de la Copa Nicasio Vila (1916)             |

## Desarrollo
El formato del torneo enfrentó directamente en una final al campeón argentino Racing Club contra Rosario Central el campeón rosarino.

## Final
| 30 de diciembre de 1916 | Racing Club                                                                   | 6:0 (3:0) | Rosario Central | Estadio Racing Club, Avellaneda |                           |
|                         | Hospital 30' · Marcovecchio 32' · Vivaldo 38' 76' · Canavery 83' · Olazar 88' |           |                 | Árbitro(s): Enrique Rolón       | Árbitro(s): Enrique Rolón |

|                                 |
|                                 |
| Campeón Racing Club 3.er título |